# Sons of Anarchy (2.ª temporada)
A segunda temporada de Sons of Anarchy, uma série dramática de televisão dos Estados Unidos, estreou em 8 de setembro de 2009 e terminou em 1 de dezembro de 2009, com 13 episódios exibidos no canal FX. Criada por Kurt Sutter, a série se passa em Charming, uma cidade fictícia no Vale Central da Califórnia, e acompanha a vida de um clube de motociclistas fora da lei. O protagonista Jackson "Jax" Teller, interpretado por Charlie Hunnam, é o vice-presidente do clube e começa a questionar suas ações e o próprio clube.
Sons of Anarchy é a história da família Teller-Morrow de Charming, Califórnia, bem como de outros membros do Sons of Anarchy Motorcycle Club Redwood Original (SAMCRO), suas famílias, vários moradores de Charming, gangues aliadas e rivais, associados, e agências legais que minam ou apóiam os empreendimentos legais e ilegais de SAMCRO.
Nesta temporada, são introduzidos separatistas brancos chamados Liga dos Nacionalistas Americanos (LOAN). A LOAN chega em Charming com o líder Ethan Zobelle e o executor de Zobelle, A.J. Weston, buscando expulsar a SAMCRO de Charming.

## Sinopse
Os separatistas brancos chamados Liga dos Nacionalistas Americanos (LOAN) chegam a Charming. O líder da LOAN, Ethan Zobelle, e seu executor, A.J. Weston, procuram expulsar os Sons of Anarchy de Charming. Para enviar uma mensagem à SAMCRO, Zobelle orquestra o sequestro e estupro coletivo de Gemma por Weston e mais dois indivíduos. Devido ao manejo inadequado de um problema interno, a divisão entre Clay e Jax continua a se aprofundar, à medida que Jax questiona a maioria das decisões de Clay, e a situação se intensifica quando um carro-bomba quase mata outro membro da SAMCRO. A segunda temporada mostra a batalha entre a SAMCRO e a LOAN pelo controle de Charming, Jax e Clay se afastando cada vez mais em suas visões individuais para o clube, e evitando a ameaça constante da ATF.

## Elenco e personagens

### Elenco principal
- Charlie Hunnam como Jackson "Jax" Teller: Um membro desiludido do clube que é o Vice-Presidente do Sons of Anarchy Motorcycle Club Redwood Original em Charming. Ele descobre um diário escrito por seu falecido pai John, o que o faz questionar sua vida e o clube. Ele está em conflito com o Presidente do clube e padrasto, Clay Morrow.
- Katey Sagal como Gemma Teller Morrow: A mãe de Jax e a rainha de Charming. Ela é a matriarca do clube. Ela é casada com Clay.
- Mark Boone Junior como Robert "Bobby Elvis" Munson
- Kim Coates como Alex "Tig" Trager
- Tommy Flanagan como Filip "Chibs" Telford
- Ryan Hurst como Harry "Opie" Winston
- Johnny Lewis como Kip "Half-Sack" Epps
- William Lucking como Piermont "Piney" Winston
- Theo Rossi como Juan-Carlos "Juice" Ortiz
- Maggie Siff como Tara Knowles
- Ron Perlman como Clarence "Clay" Morrow

### Convidados especiais
- Adam Arkin como Ethan Zobelle
- Ally Walker como Agente June Stahl
- Tom Everett Scott como Rosen

### Elenco recorrente
- Dayton Callie como Wayne Unser
- Henry Rollins como A.J. Weston
- Taylor Sheridan como Vice-Chefe David Hale
- Winter Ave Zoli como Lyla Dvorak
- Callard Harris como Edmond Hayes
- Jamie McShane como Cameron Hayes
- Sarah Jones como Polly Zobelle
- Julie Ariola como Mary Winston
- Mitch Pileggi como Ernest Darby
- McNally Sagal como Margaret Murphy
- Marcos de la Cruz como Estevez
- Kristen Renton como Ima Tite
- Kurt Sutter como "Big" Otto Delaney
- Emilio Rivera como Marcus Álvarez
- Tory Kittles como Laroy Wayne
- Bellina Logan como Fiona Larkin
- Michael Marisi Ornstein como Chuck Marstein
- Patrick St. Esprit como Elliott Oswald
- Dendrie Taylor como Luann Delaney
- Titus Welliver como Jimmy O'Phelan
- Kenneth Choi como Henry Lin
- Jeff Kober como Jacob Hale, Jr.
- Glenn Plummer como Xerife Vic Trammel

### Estrelas convidadas
- Tom Arnold como Georgie Caruso
- Cleo King como Neeta
- Olivia Burnette como Mulher Sem-teto
- Kenny Johnson como Herman Kozik

## Episódios
| N.º na série | N.º na temp. | Título                                           | Dirigido por          | Escrito por                                                                        | Exibição original      | Cód. de produção | Audiência (milhões) |
| --- | ------------ | ------------------------------------------------ | --------------------- | ---------------------------------------------------------------------------------- | ---------------------- | ---------------- | ------------------- |
| 14 | 1            | "Albification" "(Ameaça Branca)" (BR)            | Guy Ferland           | Kurt Sutter                                                                        | 8 de setembro de 2009  | 2WAB01           | 4.29                |
| SAMCRO está dividido após a morte de Donna. Clay organiza um novo acordo de armas com o IRA. Enquanto isso, um grupo separatista branco se estabelece em Charming e ameaça mais do que apenas o controle do SAMCRO sobre Charming. A gangue da L.O.A.N., com máscaras semelhantes a Michael Myers, sequestra e estupra Gemma, ordenando que ela impeça o SAMCRO de vender armas para gangues negras e outras gangues não brancas em Charming. |              |                                                  |                       |                                                                                    |                        |                  |                     |
| 15 | 2            | "Small Tears" "(Lágrimas)" (BR)                  | Stephen Kay           | Jack LoGiudice                                                                     | 15 de setembro de 2009 | 2WAB02           | 3.71                |
| O Chefe de Polícia Wayne Unser encontra Gemma no depósito. Gemma chama Tara para sua casa para receber cuidados médicos. Unser colide com o carro de Gemma para fazer com que seus ferimentos pareçam resultado de um acidente de carro. A empresa de produção de filmes adultos de Luann Delaney, Cara Cara, é invadida pela ATF a pedido da agente Stahl, que havia sido atacada pelo marido de Luann, Otto, meses antes. Um produtor rival, Georgie Caruso, começa a roubar o elenco de Luann, e depois que Jax e seus homens pedem para Caruso recuar, ele agride uma das ex-garotas de Luann, levando-a ao hospital. Em retaliação, os rapazes destroem o cenário de Caruso. Jax tem a ideia de oferecer a Luann o depósito vago do clube como local para um novo estúdio, com o SAMCRO recebendo metade dos lucros. Os Mayans e os One-Niners recorrem ao SAMCRO em busca de armas após a descoberta do corpo do Mayan que Opie matou. A.J. Weston fotografa secretamente a reunião inicial do SAMCRO com os Niners. Zobelle informa aos Mayans sobre a venda do SAMCRO para os Niners e os Mayans emboscam a troca, e Bobby é baleado no processo. Clay culpa Jax pela lesão de Bobby e o adverte para não tomar decisões sem consultá-lo primeiro. |              |                                                  |                       |                                                                                    |                        |                  |                     |
| 16 | 3            | "Fix" "(Tempos Difíceis)" (BR)                   | Gwyneth Horder-Payton | Dave Erickson                                                                      | 22 de setembro de 2009 | 2WAB03           | 3.49                |
| O dia romântico de folga de Jax e Tara é interrompido por uma ligação de Luann, que está chateada porque Clay enviou Bobby para cuidar da contabilidade dela sem aviso prévio. Clay e Gemma também chegam à cena, onde eles têm uma discussão alta e pública antes de Gemma desabar chorando. Bobby descobre que Luann tem deixado de pagar o clube há anos e ela dorme com ele para mantê-lo calado. Tara fica protetora em relação a Jax quando Ima, uma das estrelas de Luann, começa a agir de forma excessivamente familiar com ele. Zobelle e Jax tentam manipular o Vice-Chefe Hale um contra o outro. Opie e Half-Sack descobrem que os Nordics estão vendendo metanfetamina em Charming e pressionam um dos traficantes de Darby para descobrir de onde vem a droga. Quando Hale decide não agir contra o laboratório de metanfetamina, os Sons of Anarchy tomam a iniciativa, e Opie mal consegue escapar depois de colocar explosivos no local. Jax repreende Opie por seu desejo de morte, lembrando-o de que ele tem filhos. |              |                                                  |                       |                                                                                    |                        |                  |                     |
| 17 | 4            | "Eureka" "(Eureca)" (BR)                         | Guy Ferland           | Kurt Sutter & Brett Conrad                                                         | 29 de setembro de 2009 | 2WAB04           | 3.76                |
| Gemma recebe um pacote contendo a máscara que pertencia a um dos seus estupradores. Ela faz uma vigília na nova loja de charutos de Zobelle e reconhece A.J. Weston como um dos seus agressores. Gemma segue Weston e se prepara para atirar nele, mas hesita quando o ouve ao telefone com seu filho. O SAMCRO se junta ao restante do clube em uma viagem até Oregon para um evento de doação de sangue beneficente e pegam armas de Cameron Hayes para entregar no processo. Quando a moto de Bobby apresenta defeito e faz com que Tig saia da estrada, Tig é levado a um hospital e, após uma enfermeira fazer uma verificação de antecedentes, ele é sequestrado por caçadores de recompensas devido a um mandado de prisão pendente. Jax argumenta que eles devem resgatar Tig, enquanto Clay planeja continuar com a missão de contrabando de armas. Após Tig provocar os caçadores de recompensas a atacá-lo, eles o levam para um motel, e Jax e Clay discutem novamente sobre se devem resgatar Tig imediatamente ou durante a noite, para evitar serem vistos. Jax reúne vários homens para sair imediatamente, e Piney dirige um caminhão de plataforma pelo muro do motel para realizar o resgate. Após a entrega das armas, Clay repreende Jax por sua constante dúvida, ao que Jax lembra a ele do assassinato de Donna, resultado da decisão de Clay de matar Opie sem votação do clube. Clay diz a Jax que, se ele mencionar o incidente novamente, Clay o matará. |              |                                                  |                       |                                                                                    |                        |                  |                     |
| 18 | 5            | "Smite" "(Ataque)" (BR)                          | Terrence O'Hara       | Chris Collins                                                                      | 6 de outubro de 2009   | 2WAB05           | 3.66                |
| Clay e os rapazes aparecem na loja de charutos de Zobelle, Impeccable Smokes, para exigir dinheiro de proteção. Em resposta, Zobelle faz com que associados da Irmandade Ariana ataquem Otto Delaney na Prisão Estadual de Stockton, arrancando seu único olho bom. Os Sons brigam com Weston e seus capangas na rua. Weston entrega a David Hale um DVD contendo imagens em vídeo de Hale aceitando um vale-presente da Impeccable Smokes de Ernest Darby, e outro com provas de que Opie destruiu a propriedade deles. Hale e Unser discutem sobre suas respectivas conexões com Zobelle e SAMCRO. O irmão de Hale, Jacob, faz com que um contato estadual ameace tomar as propriedades de Elliott Oswald por desapropriação sob pretexto de construir uma estrada e, em seguida, faz uma oferta baixa pela propriedade. Hale reconhece a tática de seu irmão e avisa Jax e Clay, que interrompem a reunião de Jacob e arruinam o acordo. Hale também alerta o motoclube de que Zobelle e Weston estão os vigiando. Fora de uma loja, Gemma reconhece a mulher que a sequestrou e tenta persegui-la, mas ela é recolhida por Weston. Tara então assusta Gemma, e Gemma acidentalmente quebra o nariz dela. Como punição, Tara tenta fazer com que ela veja um terapeuta para falar sobre o estupro. Tara tem dúvidas sobre seu lugar no clube, e Jax mostra a ela o manuscrito de seu pai. Quando Chibs tenta ligar uma van na oficina mecânica, ela explode e Chibs é lançado ao ar. |              |                                                  |                       |                                                                                    |                        |                  |                     |
| 19 | 6            | "Falx Cerebri"                                   | Billy Gierhart        | Regina Corrado                                                                     | 13 de outubro de 2009  | 2WAB06           | 3.31                |
| Chibs está hospitalizado em estado crítico com um hematoma subdural. Unser e Juice Ortiz tentam, sem sucesso, apagar as evidências do terreno da oficina mecânica. Gemma dá aulas de tiro para Tara, e as duas destroem o carro de Ima do lado de fora do Cara Cara. Zobelle avança na conexão de armas do SAMCRO, encontrando-se com Cameron Hayes e seu filho Edmond. Clay está ansioso para retaliar, e Jax, que teme uma armadilha, cede, pois sabe que a maioria quer vingança. Opie diz a Jax que está do lado de Clay na disputa deles. Unser fornece a Clay os endereços residenciais de Zobelle e Weston. Hale, que decidiu ajudar o clube em sua guerra contra Zobelle, acompanha o SAMCRO em uma incursão na casa de Weston, mas eles só encontram seus dois filhos. Clay frustrado vandaliza a Impeccable Smokes. Gemma conta a Hale sobre a mulher loira que a sequestrou, e Ernest Darby a identifica como filha de Zobelle, Polly. Na Impeccable Smokes, Hale ameaça enquadrar Polly por agressão grave, e ela conta a Hale que seu pai está organizando um comício em uma igreja em Morada. Ele a leva para a delegacia para impedi-la de avisar o pai. O SAMCRO invade o encontro esperando encontrar algo equivalente a um comício da Ku Klux Klan, mas em vez disso encontram um encontro tranquilo com várias famílias, que fogem ao verem os Sons of Anarchy fortemente armados. Jax impede Clay de matar Zobelle diante das câmeras. O departamento de xerife do condado de San Joaquin chega e prende todos, exceto Opie, que consegue escapar. |              |                                                  |                       |                                                                                    |                        |                  |                     |
| 20 | 7            | "Gilead" "(Gileade, O Monte do Testemunho)" (BR) | Gwyneth Horder-Payton | Kurt Sutter & Chris Collins                                                        | 20 de outubro de 2009  | 2WAB07           | 3.70                |
| A agente Stahl retorna a Charming logo após Cameron Hayes e o IRA, e Hale relutantemente a atualiza sobre as coisas, incluindo a divisão entre Clay e Jax. Atrás das grades, o SAMCRO está ansioso para fazer alianças, e o primo de Laroy Wayne, Russell, oferece a proteção da Black Guerrilla Family em troca das vidas de dois traidores. O grupo usa Juice como isca sexual para o primeiro traidor: Juice o atrai para a enfermaria, onde é espancado pelos membros da Família. Ao retornar ao pátio da prisão, Juice é esfaqueado pelos membros da Irmandade Ariana. Opie incrimina o segundo traidor ao plantar cocaína em seu carro e, em seguida, avisa um aliado do SAMCRO, o xerife Vic Trammel. Quando Trammel tenta prender o alvo, ele é baleado. Stahl interroga Clay sobre o IRA e fere seu ego ao sugerir que Jax é o verdadeiro cérebro por trás do clube. Ao retornar para a prisão, Clay soca Jax, e Bobby impede os outros de interromper a briga para que Clay e Jax tenham a chance de resolver as coisas. Stahl assiste à briga com diversão até que ela é interrompida. Quando Stahl interroga Jax, ele não revela nada, mas pergunta sobre o agente Josh Kohn, alertando-a de que "é perigoso ser um fed". Opie se aproxima de Lyla, uma atriz pornô empregada por Luann. Gemma procura Elliott Oswald em busca de ajuda para pagar a fiança exorbitante do clube, mas ele recusa. Gemma tem uma conversa sincera com a filha dele, Tristen, que também foi estuprada. Eventualmente, Elliott muda de ideia, mas ele diz a Gemma que Charming não permanecerá uma cidade pequena para sempre. |              |                                                  |                       |                                                                                    |                        |                  |                     |
| 21 | 8            | "Potlatch" "(Troca de Presentes)" (BR)           | Paul Maibaum          | Kurt Sutter & Misha Green                                                          | 27 de outubro de 2009  | 2WAB08           | 3.39                |
| Clay agradece a Elliott Oswald ao devolver a faca ensanguentada com as impressões digitais de Oswald. Oswald informa a Clay que ele concorrerá contra Jacob Hale para prefeito de Charming e pede o apoio do SAMCRO. A esposa separada de Chibs, Fiona, aparece ao lado da cama dele no hospital. Henry Lin e a máfia chinesa estão procurando por um novo fornecedor de armas, já que os Mayans estão rapidamente invadindo seu território com armas fornecidas pela Liga de Nacionalistas Americanos de Zobelle. Eles também entregam Chucky Marstein de volta aos Sons, que relutantemente o levam para substituir Bobby como contador do Cara Cara. Clay visita Edmond Hayes para comprar armas, mas ele está sem estoque; o último lote foi vendido para a Liga, e Edmond está namorando a filha de Zobelle, Polly. O SAMCRO tenta roubar as armas de Weston, mas falha. Os capangas de Georgie Caruso roubam o estúdio de Luann, levando uma câmera e cortes brutos e matando o cão de guarda do Cara Cara. Jax e seus homens retaliam, invadindo o estúdio de Caruso com a ajuda de Chucky e recuperam as coisas de Luann. Caruso e seus homens retaliam matando Luann e abandonando o corpo dela à beira de uma estrada. Gemma planeja um jantar com Tara e Lyla na esperança de enterrar o machado de guerra entre Jax e Clay. No jantar, Clay e Jax brigam: Clay culpa a escalada de Jax pela morte de Luann e sua ausência pelo fracasso em recuperar as armas. Jax rebate dizendo que não é "o que está matando mulheres". Gemma interrompe a briga ao quebrar um grande prato na mesa. |              |                                                  |                       |                                                                                    |                        |                  |                     |
| 22 | 9            | "Fa Guan" "(O Juiz)" (BR)                        | Stephen Kay           | Brett Conrad & Liz Sagal                                                           | 3 de novembro de 2009  | 2WAB09           | 3.52                |
| A boate de Ernest Darby é invadida, mas duas de suas garotas também trabalham para o Cara Cara. Com a pressão aumentando sobre a produção pornográfica, Clay decide que o clube fechará o negócio e voltará sua atenção para o contrabando de armas, ajudando a máfia chinesa a restabelecer sua conexão. Jax acredita que Clay está tentando minar seus esforços para legitimar o clube. Clay diz que o negócio pornô já custou ao clube "uma velha dama", e Jax menciona Donna mais uma vez. Clay lembra Jax de sua promessa de matá-lo caso ele mencione seu nome novamente, e Jax lhe oferece a chance, afirmando que Clay precisa de uma maioria para fechar o Cara Cara de uma vez por todas. Clay envia Opie, Jax, Bobby e Tig para intimidar um juiz aduaneiro que está supervisionando o caso do traficante de armas da máfia. Unser e Gemma frequentam juntos os serviços da igreja. Zobelle dá a Hale a localização da outra boate de Darby e um laboratório de metanfetamina na esperança de que ele apoie a Liga em sua disputa com o SAMCRO, mas Hale deixa o SAMCRO cuidar deles. Darby, furioso por ter sido entregue, exige que Zobelle tome medidas contra o SAMCRO. Zobelle envia Darby e Weston para incendiar o depósito onde o Cara Cara opera, e Weston nocauteia Darby antes de deixá-lo para morrer no depósito em chamas. No dia seguinte, Jax chega ao incêndio e, acreditando ser obra de Clay, declara que está deixando o clube e se tornando um nômade. |              |                                                  |                       |                                                                                    |                        |                  |                     |
| 23 | 10           | "Balm" "(Bálsamo)" (BR)                          | Paris Barclay         | Dave Erickson & Stevie Long                                                        | 10 de novembro de 2009 | 2WAB10           | 3.38                |
| Tara é suspensa do hospital quando a administradora descobre que ela orientou Chibs a simular sintomas para prolongar sua estadia. Chibs é liberado e tem uma reunião com Jimmy O'Phelan, que o excomungou do IRA décadas atrás, roubou sua esposa Fiona e criou sua filha Kerrianne. Jimmy quer que Chibs organize um encontro entre Clay e o IRA para restabelecer o comércio de armas deles; quando Chibs se recusa, Jimmy ameaça a segurança de sua ex-esposa e Kerrianne. Chibs recorre à Agente Stahl, oferecendo-se para informar sobre o IRA em troca da segurança de sua família. Stahl e a ATF invadem o esconderijo do IRA e prendem Edmond Hayes. Durante uma reposição de rotina, Opie e Half-Sack encontram caixas de balas caseiras em um carro recuperado. Eles rastreiam as balas até uma reserva indígena e fazem um acordo com a tribo para comprar balas e cogumelos psilocibínicos. Tig experimenta os cogumelos e tem uma experiência ruim, desmoronando por causa da culpa de ter matado Donna. Unser conta ao SAMCRO que o Cara Cara foi incendiado por um grupo de homens, exonerando Clay. Jax pede desculpas por suspeitar de Clay e pergunta se ele ainda quer Jax fora; Clay diz que sim. Em uma reunião, Jax obtém os votos necessários para ser liberado do SAMCRO, e Jax retira os patches da sua jaqueta. Desesperada para manter sua família unida, Gemma revela o estupro que sofreu nas mãos de Weston. Jax recupera seus patches da filiação. |              |                                                  |                       |                                                                                    |                        |                  |                     |
| 24 | 11           | "Service" "(Acordo Secreto)" (BR)                | Phil Abraham          | História por : Brady Dahl & Cori Uchida Roteiro por : Kurt Sutter & Jack LoGiudice | 17 de novembro de 2009 | 2WAB11           | 3.48                |
| Clay visita Jax em sua casa, e os dois se reconciliam. Clay compartilha a história de Gemma em uma reunião do SAMCRO; o clube está sedento por vingança, mas Clay instiga uma abordagem mais estratégica. Mudado por sua experiência com cogumelos, Tig faz uma investida em Gemma e depois questiona Opie de forma suspeita sobre por que Donna estava em sua caminhonete na noite de sua morte. Opie arranca uma confissão completa de Tig, que coloca a culpa nos pés de Stahl, e Opie sai furioso para encontrá-la. Enquanto a persegue, ele testemunha Chibs saindo da sede da ATF. Opie a mantém sob a mira de sua arma, mas aparentemente decide não matá-la, revelando em seguida que seu carregador estava vazio e entregando-o. Jax segue Zobelle até uma reunião com Marcus Alvarez. Sabendo que Weston verá isso como a traição final, Jax traz a informação para uma reunião. Clay e um Chibs insatisfeito se encontram com Jimmy O'Phelan e renovam o acordo de armas do SAMCRO com o IRA. Depois de se acalmar, Opie pergunta a Jax como ele pode perdoar Clay e Tig, e Jax responde que Clay é Clay "porque o fizemos assim". Ele dá a Opie uma cópia das memórias de seu pai. Na reunião da filial, Opie anuncia que ficará no clube para ajudar na mudança, mas exige que a verdade sobre a morte de Donna não afete sua família novamente. Ele também relata que viu Chibs com a ATF, mas exige que o clube o ouça. Chibs entra e se declara por conta própria, e o grupo assegura que protegerá sua família se ele fizer as coisas direito com Jimmy. Piney irrompe e tenta atirar em Clay, temendo que Opie fosse buscar vingança. Ele é impedido pelos outros, e Clay o perdoa. Tig diz a Clay que Gemma teme que ele não a queira mais; Clay a encontra no escritório e os dois fazem amor. |              |                                                  |                       |                                                                                    |                        |                  |                     |
| 25 | 12           | "The Culling" "(O Abate)" (BR)                   | Gwyneth Horder-Payton | Kurt Sutter & Dave Erickson                                                        | 24 de novembro de 2009 | 2WAB12           | 3.44                |
| Os membros do SAMCRO trazem suas famílias para o clube em preparação para a guerra contra a Liga. Chuck Marstein também aparece, tendo sobrevivido ao incêndio no armazém do Cara Cara, e testemunha para a polícia sobre o que viu lá. Quando a administradora do hospital de Tara zomba da audiência iminente de Tara perante o conselho médico, Tara a soca no rosto e a manda retirar as acusações, caso contrário o SAMCRO irá visitá-la. Stahl e seu novo informante, Edmond Hayes, tentam armar uma emboscada para Jimmy e o SAMCRO durante um negócio de armas na loja de excedentes do Exército/Marinha que o IRA usa como fachada, mas fecham o acordo na garagem de Edmond enquanto Jimmy envia uma caixa falsa em um SUV para a loja de excedentes. Quando o SAMCRO chega à loja de excedentes, a ATF tenta interromper o negócio. Jimmy não está em lugar nenhum, e quando a ATF e Edmond abrem a caixa falsa, tudo o que encontram são dois ratos mortos. Jax conta a A.J. Weston que Zobelle está em conluio com os Mayans; quando Weston encontra drogas no esconderijo da Liga, ele se volta contra Zobelle, matando seu contato com os Mayans e dois embaladores de drogas hispânicos. Jax pede a Unser que denuncie Weston aos Serviços de Proteção à Criança. Jax e Weston marcam uma briga de dez contra dez até a morte em um armazém em Charming, mas ela é interrompida pela metade pela polícia, que prende Weston pelo incêndio criminoso no Cara Cara. Eles seguem para a loja de charutos de Zobelle, mas a polícia também os encontra lá e prende Zobelle e sua filha Polly quando ele revela que escondeu narcóticos na loja. |              |                                                  |                       |                                                                                    |                        |                  |                     |
| 26 | 13           | "Na Trioblóidí" "(Tempo de Conflitos)" (BR)      | Kurt Sutter           | Kurt Sutter                                                                        | 1 de dezembro de 2009  | 2WAB13           | 4.33                |
| Stahl ordena a libertação de Zobelle da prisão, mas ele recusa escolta policial. Os Mayans chegam a Charming para proteger seu investimento nele. Enquanto isso, Weston também é libertado, pois o testemunho de Chuck é considerado não confiável por ele ser um ex-presidiário. Gemma mata Polly. Stahl mata Edmond e arma uma armadilha para incriminar Gemma pelo assassinato. Cameron ouve pelo rádio da polícia que Gemma matou Edmond e segue Half-Sack até a casa de Tara. Lá, ele tenta matar o filho de Jax, pois acredita que Gemma matou Edmond. Half-Sack se levanta para protegê-lo e Cameron o esfaqueia. Cameron amarra Tara a uma cadeira e sequestra Abel. |              |                                                  |                       |                                                                                    |                        |                  |                     |

## Produção
Embora Sons of Anarchy seja ambientado no Vale Central do norte da Califórnia, ele foi filmado principalmente no Occidental Studios Stage 5A em North Hollywood. Os conjuntos principais localizados lá incluem a sede do clube, o Hospital St. Thomas e a casa de Jax. As salas de produção do estúdio usadas pela equipe de roteiristas também funcionam como a Delegacia de Polícia de Charming. Cenas externas são frequentemente filmadas nas proximidades de Sun Valley e Tujunga.
Kurt Sutter, escritor e criador da série, afirmou que Half-Sack foi morto em "Na Trioblóidí" porque Johnny Lewis queria sair da série devido a diferenças criativas. Ele disse: "Decidimos encontrar uma forma nobre para que ele partisse. Não foi minha intenção tentar ser sensacionalista e matar um personagem principal."

## Recepção
A segunda temporada recebeu aclamação da crítica. Esta temporada também teve um aumento substancial de críticas positivas em comparação com a primeira temporada. No Rotten Tomatoes, a segunda temporada tem uma classificação de 93%, com base em 15 críticas, e uma média de 8,7/10. O consenso crítico do site diz: "Sons of Anarchy continua intensificando o drama com uma narrativa envolvente trazida à vida por um talentoso elenco." No Metacritic, a segunda temporada tem uma pontuação de 86 de 100, com base em análises de 6 críticos, indicando "aclamação universal".
O IGN deu à segunda temporada uma classificação de 8,4/10, elogiando o personagem de Henry Rollins, A.J. Weston, dizendo: "Uma segunda temporada decididamente mais forte vê a gangue se desenrolar e se unir novamente."
Escrevendo para o Chicago Tribune, Maureen Ryan chamou a segunda temporada de "envolvente". Ela explicou que "o ritmo está melhor [e] a trama está mais coesa" e elogiou as performances de Sagal e Perlman. Stuart Levine, da Variety, afirmou que a nova temporada era "cativante"; ele também elogiou as habilidades de atuação de Perlman, Sagal, Hunnam e Siff. James Poniewozik, da TIME, descreveu a atuação de Sagal como "poderosamente devastadora" e incluiu a série em sua lista dos 10 Melhores Programas de 2009. No livro de Alan Sepinwall de 2016, intitulado TV (The Book), que ele co-escreveu com Matt Zoller Seitz, a segunda temporada de Sons of Anarchy foi incluída na seção "Um Olhar Especial", onde ele elogiou como "depois de resolver alguns problemas na primeira temporada, Sutter acertou em cheio tudo na segunda temporada".